# Barbara Brecht-Schall
Pour les articles homonymes, voir Brecht et Schall.
Barbara Brecht-Schall (aussi connue sous son nom d'artiste Barbara Berg), née à Berlin (Allemagne) le 28 octobre 1930 et morte dans cette ville le 31 août 2015, est une actrice allemande.

## Biographie
Née Barbara Marie Brecht à Berlin du dramaturge Bertolt Brecht et de l'actrice d'origine autrichienne Helene Weigel, Barbara Brecht a trois frères et sœurs, un propre frère, Stefan (de), un demi-frère, Frank Banholzer et une demi-sœur, Hanne Hiob.
À partir de 1933, sa famille se déplace à travers l'Europe pour éviter le régime nazi. Ils arrivent finalement à Los Angeles, mais quittent l'Amérique en 1947 peu de temps après que Bertolt Brecht a témoigné devant le House Committee on Un-American Activities (Comité de la Chambre sur les activités anti-américaines). Son père fonde le Berliner Ensemble en 1949, une compagnie de théâtre dans laquelle elle joue également. Barbara Brecht épouse plus tard l'acteur Ekkehard Schall, avec qui elle a deux filles, l'actrice Johanna Schall et Jenny Schall-Dizdari.
Barbara Brecht-Schall meurt à Berlin le 31 août 2015, à l'âge de 84 ans.

## Filmographie (sélection)

### Au cinéma
- 1950 : Terra senza tempo : Bella
- 1952 : Histoires interdites : Marisa (premier segment[Quoi ?])
- 1953 : La Marchande d'amour : Vannina
- 1953 : Phryné, courtisane d'Orient : Ate
- 1955 : Wer seine Frau lieb hat : Margot
- 1955 : Ein Polterabend (de) de Curt Bois :  Guste, la femme de ménage
- 1956 : Das Stacheltier : Der Querkopf (court métrage)
- 1957 : Schlösser und Katen (Castles and Cottages (en)) : Ute Wittig
- 1957 : La police des mineurs intervient (Berlin – Ecke Schönhauser…) : sœur missionnaire
- 1957 : Katzgraben (de)
- 1960 : Les Arrivistes, aussi La Rabouilleuse : Vedie
- 1975 : Lotte à Weimar : Mrs. Elmenreich

### À la télévision
- 1955 : Pauken und Trompeten (téléfilm)
- 1955 : Lysistrata de Max Friedmann (téléfilm, d'après la comédie Lysistrata d'Aristophane)
- 1959 : Der Held der westlichen Welt (téléfilm) : Margaret Flaherty, surnommée Pegeen Mike
- 1962 : Frau Flinz : Betty Lippert (téléfilm)
- 1974 : Der aufhaltsame Aufstieg des Arturo Ui (téléfilm) : Dockdaisy